# Sudakaya
Sudakaya ist eine 2002 in Ambato, Ecuador gegründete Reggae-Band. Ihre Musik ist vor allem von Reggae und Ska, aber auch von Calypso, Rocksteady, Salsa, Ragga und Drum and Bass beeinflusst.

## Werdegang
Nach der Gründung der Band 2002 und diversen Auftritten in Ecuador, wie z. B. auf dem Quito Fest und der Fiesta de la Música in Quito, erschien 2003 das erste Album Todo va bien. 
Im September 2004 folgte eine Südamerikatournee mit Auftritten in Kolumbien, Peru, Chile und Argentinien, bei der man unter anderem mit dem argentinischen Musiker Fidel Nadal die Bühne teilte. Außerdem trat man im November 2004 als Vorband von Vicentico in Quito auf.
2005 folgten weitere Auftritte in Argentinien auf den Festivals Oye Reggae und Cosquín Siempre Rock in Córdoba, bei denen man mit Künstlern wie Flavio y la Mandinga (Los Fabulosos Cadillacs), Attaque 77, Pablo Molina, Bersuit, Los Auténticos decadentes und Andrés Calamaro spielte. Eine weitere Tour durch Ecuador mit mehr als 40 Auftritten schloss sich an.
2007 wurde die EP Selecta Combinación veröffentlicht. Sie enthält unter anderem Kollaborationen mit der belgischen Rap-Formation Starflam (Sólo recuerdos) und der kolumbianischen Reggae-Band Alerta (El valor de la amistad), sowie das für Amnesty International aufgenommene Lied Santita.

## Diskografie

### Alben
- 2003: Todo va bien
- 2008: Terminal

### EPs
- 2007: Selekta Combinación